# Pensacola
Pour les articles homonymes, voir Pensacola (homonymie).
Pensacola (en anglais [ˌpɛnsəˈkoʊlə]) est la ville la plus occidentale de la Panhandle de Floride et le siège du comté d'Escambia, aux États-Unis.
Sa population était de 53 248 habitants en 2006, 437 125 pour l’agglomération (Pensacola–Ferry Pass–Brent Metropolitan Statistical Area). Port maritime de la baie de Pensacola qui ouvre sur le golfe du Mexique, sa banlieue sud-ouest abrite la plus grande base aéronavale de la marine américaine où s'entraînent les Blue Angels et où se trouve le Musée national de l’aéronavale (National Museum of Naval Aviation).
Le surnom de Pensacola est « la ville aux cinq drapeaux », à cause des cinq pays qui, comme pour le reste de l’État, exercèrent leur souveraineté sur la ville : Espagne, France, Royaume-Uni, États confédérés d'Amérique et États-Unis.

## Histoire

### Première période espagnole (1559 - 1719)
La baie de Pensacola fut reconnue par Don Diego Miruelo en 1516, mais ce dernier ne s’y installa pas. Pensacola est néanmoins considérée comme le premier établissement temporaire européen aux États-Unis : elle fut en effet fondée en 1559 par le conquistador Don Tristan de Luna sur le site de Santa Rosa Island ; il lui donna le nom de « Bahía Santa María de Filipina ». La colonie accueillait alors environ 1 400 Espagnols mais fut abandonnée deux ans plus tard à cause d'un ouragan. C’est pour cette raison que Saint Augustine se targue d'être le plus ancien établissement européen permanent du pays.
Les Espagnols revinrent en 1698 pour s'établir, de façon permanente cette fois-ci, sous la direction du gouverneur Andrés de Arriola. Pensacola devint même la capitale de la Floride occidentale. Elle se dota du fort Barrancas. Les Espagnols importèrent des esclaves noirs et évangélisèrent les Amérindiens, notamment les Panzacola.

### Intermède français (1719 - 1722)
Les Français étaient présents en Louisiane française plus à l’ouest, notamment au fort Louis de la Mobile et Biloxi. Ils vainquirent les Espagnols lors de prise de Pensacola de 1719 et s’installèrent à Pensacola. Ils restèrent jusqu'en 1722, date à laquelle il fut décidé de se replier sur La Mobile et Biloxi. Seul un sergent et une dizaine d'hommes restèrent jusqu'en 1726, date à laquelle ils abandonnèrent Pensacola définitivement.

### Deuxième période espagnole (1722 - 1763)

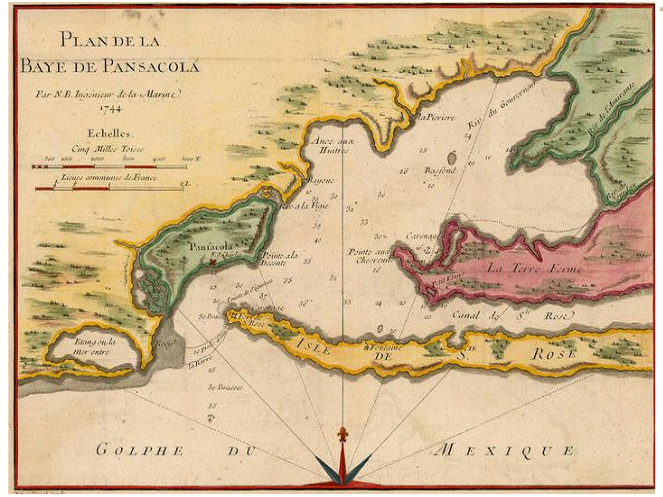
Carte de la baie de Pensacola fermée par l'île de Santa Rosa en 1744.

Le retour des Espagnols ne s’accompagna pas d'un essor démographique : la population de Pensacola restait modeste. Les colons fortifièrent cette place stratégique et les escarmouches furent fréquentes avec les voisins français et britanniques.

### La Floride occidentalebritannique(1763 - 1781)
À la fin de la guerre de Sept Ans, en 1763, les Britanniques chassent les Français de Louisiane et s'emparent de Pensacola, dont la population commence à croître. Elle devint la capitale de la Floride Occidentale (British West Florida) et se développa autour du quartier de Seville Square grâce à l’action d’Elias Durnford. L’économie de plantation (coton) se développe et l’immigration britannique s'intensifie. Pendant la guerre d'Indépendance américaine, la Floride resta fidèle à la couronne britannique. En 1780, la bataille de Pensacola est favorable aux Espagnols (qui soutiennent les insurgés américains) : ils s’emparent à nouveau de la région.

### La troisième période espagnole (1781 - 1821)
1814 : Bataille de Pensacola. Andrew Jackson s'empare rapidement de la ville et en chasse les Britanniques.
En 1821, le traité Adams-Onís cède la Floride au gouvernement américain.

### Jusqu'à la guerre de Sécession (1821 - 1861)
En 1825, le Congrès américain fit construire le premier phare. La première congrégation méthodiste s’installa en 1827. Les fortifications furent étendues : Fort Pickens (1829-1834), Fort Barrancas et Fort McRee.
Le premier gouverneur fut Andrew Jackson, qui persécuta les Indiens et les créoles hispaniques. Tallahassee remplaça bientôt Pensacola comme capitale d’État.
Le 3 mars 1845, la Floride devient le 27e État des États-Unis. Elle avait été retardée par la résistance des Indiens Seminole.

### La guerre de Sécession (1861 - 1865)
Quand la Floride fit sécession de l'Union le 10 janvier 1861, les forces armées de l'Union restantes de la ville évacuèrent à Fort Pickens. Les Confédérés ont alors tenu Pensacola, jusqu'à l'invasion nordique de la ville en mai 1862. Fort Pickens n'a jamais été capturé par l'Armée des États confédérés.
En janvier 1861, la Floride devint le troisième État à faire sécession de l'Union et à joindre les États de l'Amérique confédérés récemment formés. Fort Pickens, un des trois forts gardant l'entrée de la baie de Pensacola, était tenu par les troupes fédérales. Lors de la bataille de Santa Rosa Island, la ville de Pensacola et deux forts confédérés luttèrent contre une invasion armée des forces de l'Union, stationnées à Fort Pickens. Pensacola fut conquis par les troupes des États-Unis et la majeure partie de la ville fut brûlée. Les résidents furent évacués à l'intérieur des terres, à Greenville (Alabama). Le secrétaire à la Marine des États confédérés d'Amérique Stephen Mallory était originaire de Pensacola, et est enterré dans le cimetière historique de Saint Michael's, dans la ville.

### De 1865 à aujourd’hui
Aujourd'hui, la base militaire de Pensacola, NAS Pensacola (Naval Air Station) est l'un des principaux atouts de la ville. C'est ici que s'entraînent les Blue Angels, escadron de démonstration de la Navy, ambassadeurs de la US Navy et du corps des Marines. Les Blue Angels assurent plus d'une cinquantaine de représentations sur une trentaine de sites à travers les États-Unis.

## Géographie
Ville ayant pour elle-même un aéroport en liaison avec les grands villes américaines telles que New York ou Atlanta, elle est un point central dans le tourisme international.
Au bout de Santa Rosa Island se trouve un parc fédéral qui protège l'endroit de toute nouvelle construction. Elle fait partie du Gulf Islands National Seashore.
La ville peut être divisée en trois secteurs : downtown, Old Pensacola et Pensacola Beach.
Old Pensacola présente des vestiges du passé et des différentes influences étrangères. Les maisons de bois adoptent le style créole (Charles Lavalle House, 1805) ou néogrec (Dorr House, 1871). Les immeubles sont parés de balcons en fer forgé (conch style).
Pensacola Beach est une langue de sable blanc exposée au vent, rattachée par un pont à péage à la presqu'île de Gulf Breeze, elle-même rattachée au continent par un long pont que survolent avions militaires, mouettes et pélicans. Aujourd'hui, Pensacola Beach renaît après avoir été dévastée en 2004 par l'ouragan Ivan. Hôtels et maisons luxueuses se bâtissent en nombre.

## Démographie
| 1850  | 1860  | 1870  | 1880  | 1890   | 1900   |
| ----- | ----- | ----- | ----- | ------ | ------ |
| 2 164 | 2 876 | 3 347 | 6 845 | 11 750 | 17 747 |

| 1910   | 1920   | 1930   | 1940   | 1950   | 1960   |
| ------ | ------ | ------ | ------ | ------ | ------ |
| 22 982 | 31 035 | 31 579 | 37 449 | 43 479 | 56 752 |

| 1970   | 1980   | 1990   | 2000   | 2010   | - |
| ------ | ------ | ------ | ------ | ------ | - |
| 59 507 | 57 619 | 58 165 | 56 255 | 51 923 | - |

## Économie
- Pêche
- Scieries
- Briques

## Galerie photographique

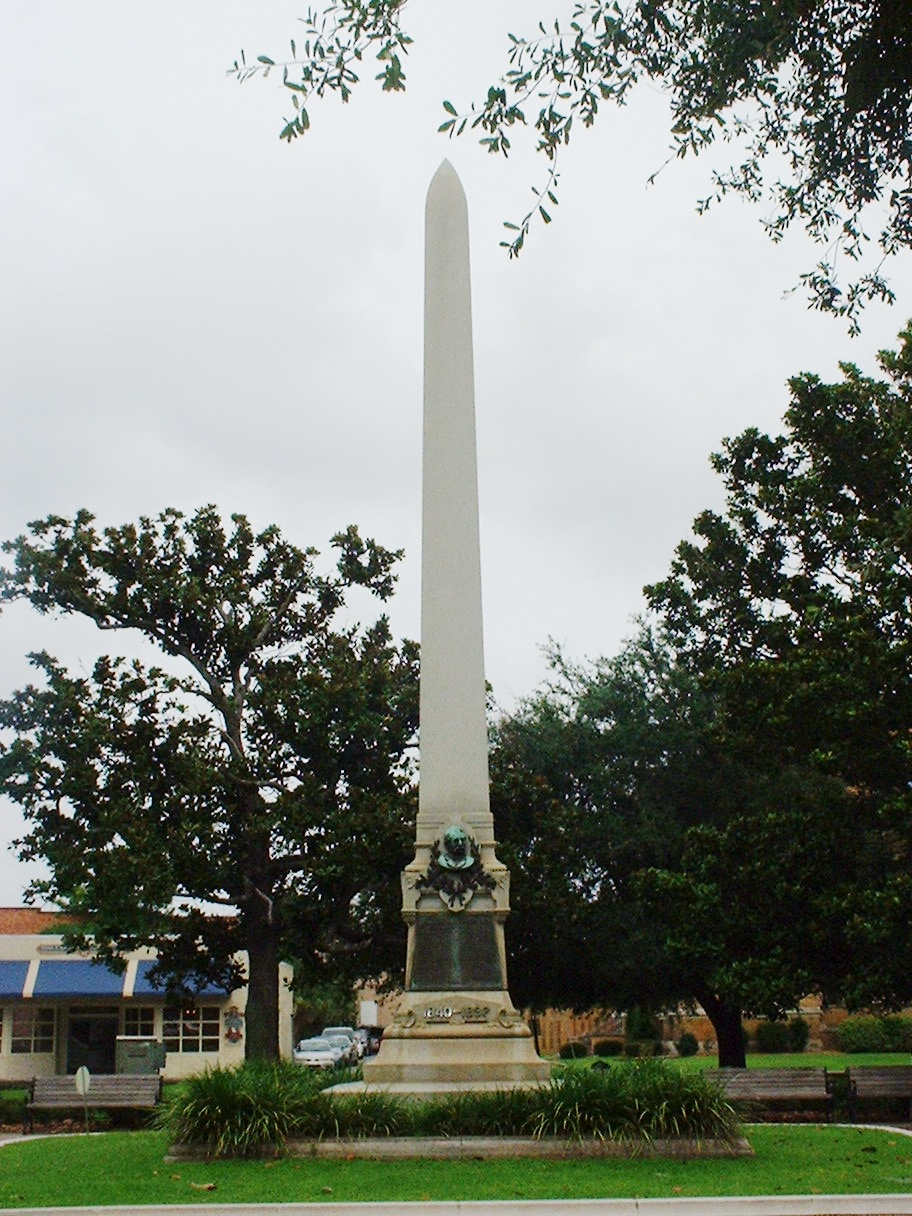
Le général William Dudley Chipley a participé à la reconstruction de Pensacola après la guerre de Sécession. Un obélisque a été érigé en son honneur sur la place Ferdinand-VII
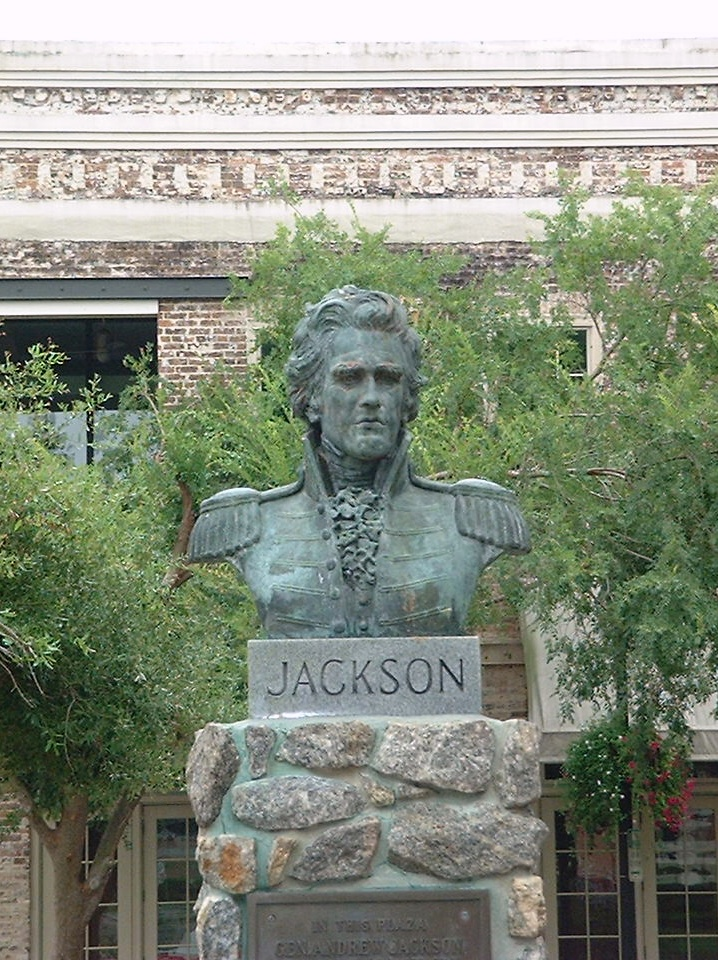
Le buste d’Andrew Jackson sur la place Ferdinand-VII

## Jumelages
- Kaohsiung (Taïwan)
- Chimbote (Pérou)